# 1786 год в музыке

## События
- 21 января — Луиджи Боккерини становится придворным композитором принца Фридриха Вильгельма[1].
- 7 февраля — Иосиф II, император Священной Римской империи, представляет фестиваль во дворце Шёнбрунн, на котором исполняются новые композиции Вольфганга Амадея Моцарта и Антонио Сальери[1].
- 28 апреля — Леопольд Моцарт пишет своей дочери, Марии Анне, предсказывая неудачу последней опере своего сына, «Женитьба Фигаро»[1].
- 18 октября — Леопольд Моцарт получает анализ крови в тот же день, когда его невестка Констанция родила своего третьего ребёнка, Иоганна Томаса Леопольда; ребёнок умирает месяц спустя, Леопольд в следующем году[1].
- 7 ноября — старейшее в Америке певческое общество основано как Стоутоновское музыкальное общество[англ.][2].
- 24 ноября — Карл Диттерс фон Диттерсдорф безуспешно ищет работу у нового короля Пруссии Фридриха Вильгельма II[1].
- Уильям Парсонс[англ.] становится новым Мастером королевской музыки, сменив недавно умершего Джона Стэнли.
- В Бенаресе свами Дживан Шах и британский инженер и архитектор Фрэнсис Фоук[англ.] проводят эксперимент, сравнивая звучание клавесина с традиционным индийским инструментом[3].
- Георг Йозеф Фоглер назначается придворным капельмейстером короля Швеции Густава III.

## Публикации
- Вышла в свет первая редакция «Вустерской коллекции» (англ. Worcester Collection) американского композитора Элиаса Манна (англ. Elias Mann).

## Классическая музыка
- Людвиг ван Бетховен — Трио для фортепиано, флейты и фагота[англ.]
- Карл Филипп Эмануэль Бах — Funeral music for A. Schulte[1].
- Сесилия Мария Бартелемон[англ.] — соч. 1: Три сонаты для фортепиано или клавесина, вторая с аккомпанементом для скрипки.
- Карл Диттерс фон Диттерсдорф — оратория Giobbe.
- Леопольд Кожелух — Три сонаты для фортепиано, соч. 20.
- Вольфганг Амадей Моцарт — Концерты для фортепиано с оркестром № 23, № 24 и № 25, Фортепианное трио № 2, «Пражская симфония».
- Йозеф Гайдн — Симфонии № 82[англ.], № 84[англ.], № 85[англ.], № 86[англ.] и № 87[англ.], оратория «Семь слов Спасителя на кресте».
- Михаэль Гайдн — Симфонии № 32[англ.] и № 33[англ.].

## Опера
| - Василий Пашкевич — «Февей» - Иоаким Альбертини — «Вирджиния» - Бонифацио Азиоли — «Сельская свадьба» - Николя Далейрак — «Нина, или безумная любовь» - Франсуа-Жозеф Госсек — «Розина, или потерянная жена» - Луиджи Боккерини — «Клементина» - Стивен Сторас — «Недоразумения» - Антонио Саккини — «Эдип в Колоне» - Чарлз Дибдин — «Замо́к» - Жан-Батист Лемуан — «Федра» - Иоганн Кристоф Фогель — «Золотое руно» - Алессио Прати — «Демофонт» - Джованни Паизиелло — «Олимпиада» - Анджело Тарчи — «Триумф Клелии» - Доменико Чимароза - «Разочарованный легковерный» - «Импресарио в нужде» - «Постоянная любовь» - Висенте Мартин-и-Солер - «Ворчун с добрым сердцем» - «Редкая вещь» | - Дмитрий Бортнянский - «Празднество сеньора» - «Сокол Федериго дельи Альбериги» - Джузеппе Сарти - «Армида и Ринальдо» - «Кастор и Поллукс» - Вольфганг Амадей Моцарт - «Директор театра» - «Женитьба Фигаро» - Антонио Сальери - «Горации» - «Сначала музыка, а потом слова» - Карл Диттерс фон Диттерсдорф - «Доктор и аптекарь» (зингшпиль) - «Обман из-за суеверия» - Андре Гретри - «Амфитрион» - «Свадьба Антонио» - «Граф д’Альбер» - «Ошибки из-за сходства» (совместно с дочерью Люсиль Гретри) |

## Родились
- 3 января — Иоганн Кристиан Фридрих Шнайдер, немецкий органист, пианист, композитор и музыкальный педагог (умер в 1853).
- 21 июня — Чарльз Эдуард Хорн, англо-американский певец (баритон) и композитор (умер в 1849).
- 11 сентября — Фридрих Кулау, датский композитор и пианист немецкого происхождения (умер в 1832).
- 27 сентября — Хосе Мариано Элисага[исп.], мексиканский, пианист, органист, композитор, теоретик музыки и преподаватель, капельмейстер императора Агустина I (умер в 1842)[4].
- 10 ноября — Карл Эбервайн, немецкий скрипач и композитор, режиссёр и дирижёр оперного театра в Веймаре (умер в 1868).
- 18 ноября — Генри Роули Бишоп, британский композитор и дирижёр; один из основателей лондонского Королевского филармонического общества[англ.], профессор музыки в Оксфорде (умер в 1855).
- 18[5] или 19 ноября[6] — Карл Мария фон Вебер, немецкий композитор, дирижёр, пианист, музыкальный писатель, основоположник немецкой романтической оперы, предшественник Вагнера (умер в 1826).
- 20 декабря — Пьетро Раймонди, итальянский композитор, выдающийся контрапунктист (умер в 1853).
- дата неизвестна
  - Константинос Николопулос[греч.], греческий композитор, музыкант, писатель и филолог (умер в 1841).
  - Елена Пучич-Соркочевич[англ.], первая женщина-композитор в Дубровнике (умерла в 1865).

## Умерли
- 4 января — Мозес Мендельсон, еврейско-немецкий философ, экзегет и переводчик библейских текстов, критик, основоположник и духовный вождь движения хаскала, дед композиторов Феликса и Фанни Мендельсон (род. в 1729).
- 14 января — Майкл Арн, английский композитор, органист, клавесинист, певец и актёр (род. в 1740).
- 16 февраля — Иоганн Георг Шюрер[нем.], немецкий композитор и музыкант (род. в 1720)[7].
- 7 марта — Франтишек Бенда, чешский скрипач и композитор, старший брат Иржи Антонина Бенды, основатель немецкой школы игры на скрипке (род. в 1709).
- 21 марта — Иоганн Готтлиб Преллер[нем.], немецкий кантор, композитор и геодезист (род. в 1727).
- 13 апреля — Ян Томаш Кузник[чеш.], чешский поэт, музыкальный педагог и композитор (род. в 1716).
- 19 мая — Чарльз Джон Стэнли, английский композитор и органист эпохи позднего барокко (род. в 1712).
- 2 июня — Джованни Баттиста Лампуньяни[итал.], итальянский клавесинист и композитор (род. в 1706).
- Июль — София Баддели[англ.], английская актриса, певица и куртизанка (род. в 1745).
- 29 июля — Франц Аспельмайр[нем.], австрийский композитор (род. в 1728).
- 17 августа — король Пруссии Фридрих II Великий, композитор-любитель (родился в 1712).
- 6 сентября — Иоганн Карл фон Ордоньес[англ.], австрийский судья, скрипач и композитор (род. в 1734).
- 18 сентября — Джованни Батиста Гваданьини, итальянский лютьер, известен как один из лучших мастеров струнных инструментов (род. в 1711).
- 6 октября — Антонио Саккини, итальянский композитор (род. в 1730).